# Elaphoglossum alpestre
Elaphoglossum alpestre är en träjonväxtart som först beskrevs av Gardn., och fick sitt nu gällande namn av Moore. Elaphoglossum alpestre ingår i släktet Elaphoglossum och familjen Dryopteridaceae. Inga underarter finns listade.